# Stefan de Vrij
Stefan de Vrij (født 5. februar 1992) er en hollandsk professionel fodboldspiller, som spiller for Serie A-klubben Inter Milan og Hollands landshold.  

## Landshold
De Vrij står (pr. december 2022) noteret for 59 kampe for Hollands landshold, som han debuterede for 15. august 2012 i en venskabskamp mod ærkerivalerne Belgien. Han var en del af den hollandske trup til VM i 2014 i Brasilien, EM 2020 og VM 2022.
I sine ungdomsår repræsenterede de Vrij desuden Holland på både U/16-, U/17-, U/19- og U/21-holdene.